# Бранко Брновић
Бранко Брновић (Титоград, 8. август 1967) је бивши црногорски и југословенски фудбалер и репрезентативац Југославије. Након завршетка играчке каријере ради као фудбалски тренер.

## Клупска каријера
Сениорски деби је имао у екипи Будућности, за коју је у четири сезоне одиграо 100 првенствених утакмица. Након тога долази у Партизан, где је био стандардан, и за три сезоне осваја две титуле и два купа.
Године 1994. одлази у Еспањол где проводи наредних шест сезона. Прве четири сезоне је био стандардан, а последње две није играо пуно. У дресу Еспањола је одиграо укупно 146 утакмица у Примери, и освојио је Куп Краља 2000. године.
Фудбалу се враћа у сезони 2006/07. у дресу Кома са Златице, којем помаже да избори опстанак у првој прволигашкој сезони у независној Црној Гори.

## Репрезентација
Са репрезентацијом Југославије до 20 година је освојио титулу светског првака на Светском првенству 1987. у Чилеу. На том турниру је наступио на пет утакмица.
За сениорску репрезентацију Југославије је дебитовао 20. септембра 1989, на пријатељској утакмици против Грчке која је одиграна на стадиону Војводине у Новом Саду. Био је део репрезентације која је кроз квалификације изборила пласман на Европско првенство 1992. у Шведској, али на крају на то такмичење није отишла због санкција.
Као члан репрезентације СР Југославије је изборио пласман на Светско првенство 1998. у Француској. На првенству у Француској, Брновић је наступио на три утакмице. Свој последњи меч за национални тим је одиграо управо на овом првенству, и то 29. јуна 1998, у поразу од Холандије (1:2) у осмини финала.

#### Голови за репрезентацију
| #  | Датум             | Место                | Противник  | Гол | Резултат | Такмичење                                          |
| -- | ----------------- | -------------------- | ---------- | --- | -------- | -------------------------------------------------- |
| 1. | 29. октобар 1997. | Будимпешта, Мађарска | Мађарска   | 0-1 | 1-7      | Квалификације за Светско првенство у фудбалу 1998. |
| 2. | 28. јануар 1998.  | Тунис, Тунис         | Тунис      | 0-1 | 0-3      | Пријатељска утакмица                               |
| 3. | 6. јун 1998.      | Базел, Швајцарска    | Швајцарска | 0-1 | 1-1      | Пријатељска утакмица                               |

## Тренерска каријера
Од 2007. до 2011. био је помоћни тренер у репрезентацији Црне Горе. У септембру 2011, након одласка Златка Крањчара, постављен је за селектора Црне Горе. Успешно је довршио посао у тадашњем циклусу квалификација за Европско првенство 2012. и пласирао се у бараж, у којем је Црна Гора поражена од Чешке са 3:0 у укупном скору.
Брновић је након тога одрадио пуна два циклуса, квалификација за Светско првенство 2014. у Бразилу и Европско првенство 2016. у Француској. У првом је Црна Гора завршила као трећа на табели, иза Енглеске и Украјине и до претпоследњег кола се борила за бараж. У квалификацијама за ЕВРО 2016, Црна Гора је од почетка била далеко од високог пласмана, да би циклус завршила као 4. у групи, убедљиво иза Аустрије, Русије и Шведске, које су се пласирале у завршницу.
Са места селектора смењен је 17. децембра 2015. године. На клупи репрезентације као селектор укупно је седео 34 пута, рачунајући квалификационе и пријатељске утакмице. Биланс је 11 победа, девет ремија и 13 пораза, не рачунајући службених 0:3 од Русије марта 2015. године. Само у квалификацијама, Брновићев биланс је седам победа, шест ремија и 11 пораза.
У октобру 2018. је постављен за тренера подгоричке Будућности. Са подгоричким клубом је освојио Куп Црне Горе у сезони 2018/19. На клупи Будућности се задржао до 28. октобра 2019. када је смењен. У моменту отказа, са екипом Будућности је био први на табели, уз низ од четири победе у првенству, док је у последњих седам мечева, рачунајући и Куп, у коме су дошли до четвртфинала, остварено пет тријумфа и два ремија.

## Трофеји (као играч)

### Партизан
- Првенство СР Југославије (2) : 1992/93, 1993/94.
- Куп СР Југославије (2) : 1991/92, 1993/94.

### Еспањол
- Куп Шпаније (1) : 1999/00.

## Трофеји (као тренер)

### Будућност Подгорица
- Куп Црне Горе (1) : 2018/19.